# 康州美國佬大鬧亞瑟王朝

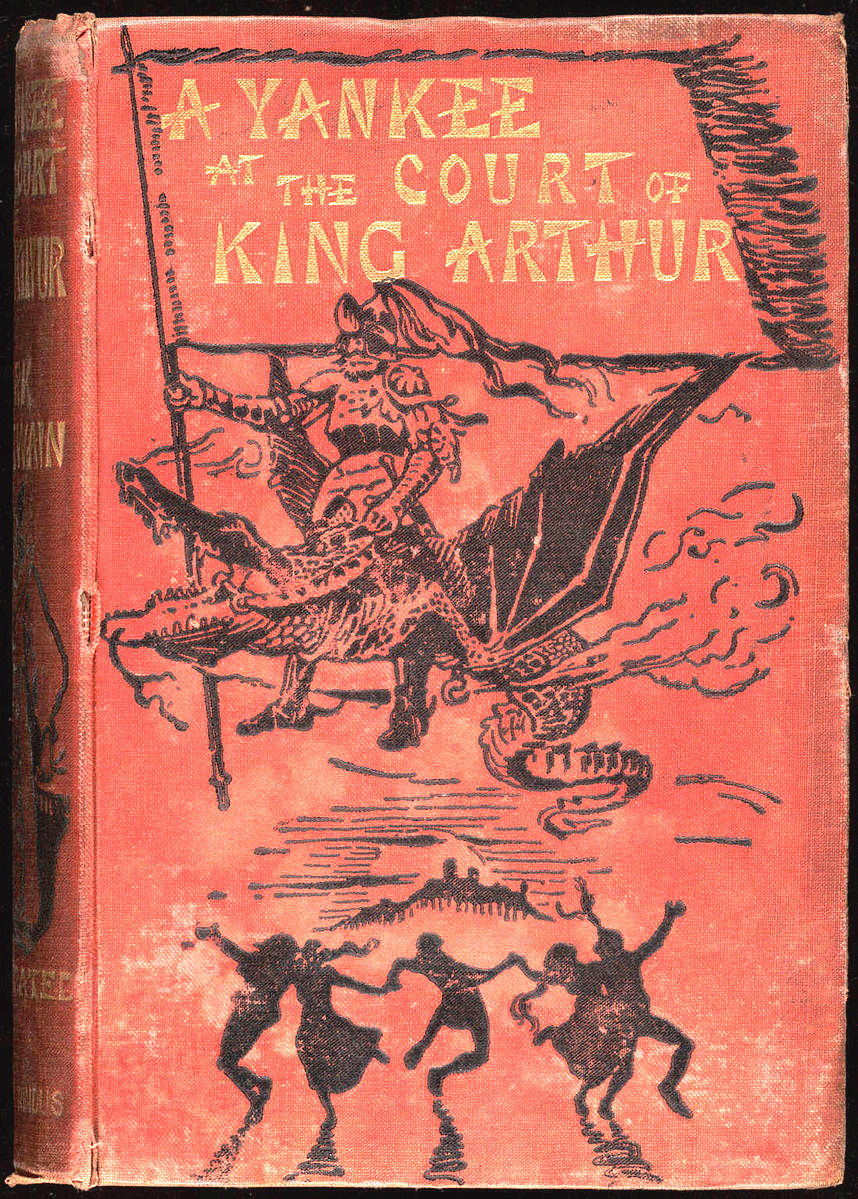

《康州美國佬大鬧亞瑟王朝》（英語：A Connecticut Yankee in King Arthur's Court），又譯為《康州美國佬在亞瑟王朝》、《康州美國佬奇遇記》，是美國作家馬克·吐溫在1889年所發表的一部長篇小說。